# 小基普恰克湖
小基普恰克湖（烏克蘭語：Малий Кипчак），是烏克蘭的湖泊，位於該國克里米亞半島的黑海村區，長0.4公里、寬0.2公里，面積0.09平方公里，該湖泊平均水深0.2米，最大水深0.35米。